# Hoya yuennanensis
Cẩm cù vân nam (danh pháp khoa học: Hoya yuennanensis) là loài đã được mô tả vào năm 1936 bởi Handel-Mazzetti

## Phân bố
Thế giới phân bố ở tỉnh Vân Nam của Trung Quốc, thuộc làng Lota, Tse´kou và Loudre giáp với sông Mê Kông. Ở Việt Nam phân bố ở Vườn Quốc gia Bi Doup-Núi Bà